# Araci (kommun)
Araci är en kommun i Brasilien.   Den ligger i delstaten Bahia, i den östra delen av landet, 1 100 km nordost om huvudstaden Brasília. Antalet invånare är 51 636.
Följande samhällen finns i Araci:
- Araci

Omgivningarna runt Araci är huvudsakligen savann. Runt Araci är det ganska glesbefolkat, med 31 invånare per kvadratkilometer.